# Alfred Charles de Rothschild
Alfred Charles de Rothschild (London, 20. srpnja 1842. – London (?), 31. siječnja 1918.), britanski bankar iz engleskog ogranka bogate bankarske obitelji Rothschild.
Rodio se kao četvrto od petero djece i drugorođeni sin u obitelji Lionela de Rothschilda (1808. – 1879.) i Charlotte von Rothschild (1819. – 1884.). Školovao se u školi King's College te na koledžu Trinity u Cambridgeu, gdje je upoznao i doživotno sprijateljio se s Princom od Walesa, kasnijim britanskim kraljem Eduardom VII. Nije završio više obrazovanje, već je prekinuo studij te je s dvadeset i jednom godinom postao partner u obiteljskoj banci N M Rothschild & Sons, gdje je od oca Lionela naučio bankarski posao i stvorio vrijedne veze u europskim bankarskim krugovima.
Godine 1868., u dobi od svega dvadeset i šest godina postao je direktorom Engleske banke i prvim Židovom na toj poziciji, na kojoj je ostao do 1889. godine. Prije izbijanja Prvog svjetskog rata služio je kao generalni konzul za Austro-Ugarsku u Londonu. Održao je veliki broj sastanaka kako bi doprinio anglo-njemačkim odnosima.
U obiteljskoj banci je bio aktivni partner, kao i njegov mlađi brat Leopold de Rothschild (1845. – 1917.), ali glavni partner je bio njihov stariji brat Nathan Mayer (1840. – 1915.). Poslije smrti starijeg brata 1915. godine, Alfred je preuzeo vodstvo u upravljanju obiteljskom bankom, premda je bio narušenog zdravlja i nije bio više odviše zainteresiran za poslove banke. Međutim, u tim poslovima pomagali su ga nećaci Lionel Nathan (1882. – 1942.) i Charles (1877. – 1923.) pa je uspio nekako prebroditi razdoblje Prvog svjetskog rata, kojeg je neuspješno pokušao spriječiti svojim diplomatskim naporima. Kraljevska kovnica koju su Rothschildi posjedovali od 1852. godine, bila je tijekom rata pretvorena u tvornicu municije.
Imao je garažu s najnovijim skupim automobilima. Nakon očeve smrti 1879. naslijedio je imanje Halton u Buckinghamshireu, gdje je do 1883. godine izgradio ljetnikovac Halton House u stilu francuskih dvoraca. Tamo je držaoi privatni zoološki vrt i cirkus.
Nije se nikada ženio i nije imao potomaka, iako se nagađalo da je možda ima nezakonitu kćer. Poslije smrti, njegove posjede naslijedio je nećak Lionel Nathan.